# Grand Prix automobile d'Argentine 1975
Le Grand Prix automobile d'Argentine 1975 est une course de Formule 1 qui s'est déroulée sur le circuit Oscar Alfredo Galvez à Buenos Aires le 12 janvier 1975.

## Classement
| Pos  | N° | Pilote             | Écurie          | Tours | Temps/Abandon      | Grille | Points |
| ---- | -- | ------------------ | --------------- | ----- | ------------------ | ------ | ------ |
| 1    | 1  | Emerson Fittipaldi | McLaren-Ford    | 53    | 1 h 39 min 26 s 29 | 5      | 9      |
| 2    | 24 | James Hunt         | Hesketh-Ford    | 53    | + 5 s 91           | 6      | 6      |
| 3    | 7  | Carlos Reutemann   | Brabham-Ford    | 53    | + 17 s 06          | 3      | 4      |
| 4    | 11 | Clay Regazzoni     | Ferrari         | 53    | + 35 s 79          | 7      | 3      |
| 5    | 4  | Patrick Depailler  | Tyrrell-Ford    | 53    | + 54 s 25          | 8      | 2      |
| 6    | 12 | Niki Lauda         | Ferrari         | 53    | + 1 min 19 s 65    | 4      | 1      |
| 7    | 28 | Mark Donohue       | Penske-Ford     | 52    | + 1 tour           | 16     |        |
| 8    | 6  | Jacky Ickx         | Lotus-Ford      | 52    | + 1 tour           | 18     |        |
| 9    | 9  | Vittorio Brambilla | March-Ford      | 52    | + 1 tour           | 12     |        |
| 10   | 22 | Graham Hill        | Lola-Ford       | 52    | + 1 tour           | 21     |        |
| 11   | 3  | Jody Scheckter     | Tyrrell-Ford    | 52    | + 1 tour           | 9      |        |
| 12   | 16 | Tom Pryce          | Shadow-Ford     | 51    | Transmission       | 14     |        |
| 13   | 23 | Rolf Stommelen     | Lola-Ford       | 51    | + 2 tours          | 19     |        |
| 14   | 2  | Jochen Mass        | McLaren-Ford    | 50    | + 3 tours          | 13     |        |
| Abd. | 8  | Carlos Pace        | Brabham-Ford    | 46    | Moteur             | 2      |        |
| Nc.  | 20 | Arturo Merzario    | Williams-Ford   | 44    | Non classé         | 20     |        |
| Abd. | 27 | Mario Andretti     | Parnelli-Ford   | 27    | Transmission       | 10     |        |
| Abd. | 14 | Mike Wilds         | BRM             | 24    | Moteur             | 22     |        |
| Abd. | 5  | Ronnie Peterson    | Lotus-Ford      | 15    | Moteur             | 11     |        |
| Abd. | 21 | Jacques Laffite    | Williams-Ford   | 15    | Boîte de vitesses  | 17     |        |
| Abd. | 30 | Wilson Fittipaldi  | Copersucar-Ford | 12    | Accident           | 23     |        |
| Dsq. | 18 | John Watson        | Surtees-Ford    | 6     | Disqualifié        | 15     |        |
| Np.  | 17 | Jean-Pierre Jarier | Shadow-Ford     | 0     | Transmission       | 1      |        |

Légende :
- Abd.=Abandon - Np.=Non partant

## Pole position et record du tour
- Pole position : Jean-Pierre Jarier en 1 min 49 s 21 (vitesse moyenne : 196,729 km/h).
- Tour le plus rapide : James Hunt en 1 min 50 s 91 au 34e tour (vitesse moyenne : 193,714 km/h).

## Tours en tête
- Carlos Reutemann : 25 (1-25)
- James Hunt : 9 (26-34)
- Emerson Fittipaldi : 19 (35-53)

## À noter
- 13e victoire pour Emerson Fittipaldi.
- 13e victoire pour McLaren en tant que constructeur.
- 79e victoire pour Ford Cosworth en tant que motoriste.
- 1er Grand Prix pour l'écurie brésilienne Copersucar.
- John Watson a été disqualifié pour avoir fait réparer sa monoplace hors des stands.